# Bande des Quatre Mers
La Bande des Quatre Mers (en chinois traditionnel 四海幫, ou Si Hai Bang) est une triade originaire de Taïwan. Elle est composée de descendants de Chinois qui ont fui la Chine continentale avec le Kuomintang. Elle comprend actuellement  5 000 membres à Taïwan et s'est étendue à l'étranger, notamment dans le sud de la Californie, autour d'activités d'immigration clandestine.